# Saint-Laurent-de-Lévézou
Saint-Laurent-de-Lévézou – miejscowość i gmina we Francji, w regionie Oksytania, w departamencie Aveyron. W 2013 roku jej populacja wynosiła 159 mieszkańców. Gmina położona jest na terenie Parku Regionalnego Grands Causses. 